# Icius
Icius is een geslacht van spinnen uit de familie springspinnen (Salticidae).

## Soorten
De volgende soorten zijn bij het geslacht ingedeeld:
- Icius abnormis Denis, 1958
- Icius bilobus Yang & Tang, 1996
- Icius brunellii Caporiacco, 1940
- Icius cervinus Simon, 1878
- Icius congener (Simon, 1871)
- Icius crassipes (Simon, 1868)
- Icius daisetsuzanus Saito, 1934
- Icius dendryphantoides Strand, 1909
- Icius desertorum Simon, 1901
- Icius glaucochirus (Thorell, 1890)
- Icius gyirongensis Hu, 2001
- Icius hamatus (C. L. Koch, 1846)
- Icius hongkong Song et al., 1997
- Icius ildefonsus Chamberlin, 1924
- Icius inhonestus Keyserling, 1878
- Icius insolidus (Wesolowska, 1999)
- Icius insolitus Alicata & Cantarella, 1994
- Icius lamellatus Wunderlich, 2011
- Icius mbitaensis Wesolowska, 2011
- Icius minimus Wesolowska & Tomasiewicz, 2008
- Icius nebulosus (Simon, 1868)
- Icius nigricaudus Wesolowska & Haddad, 2009
- Icius ocellatus Pavesi, 1883
- Icius olokomei Wesolowska & A. Russell-Smith, 2011
- Icius pallidulus Nakatsudi, 1943
- Icius peculiaris Wesolowska & Tomasiewicz, 2008
- Icius pseudocellatus Strand, 1907
- Icius pulchellus Haddad & Wesolowska, 2011
- Icius separatus Banks, 1903
- Icius simoni Alicata & Cantarella, 1994
- Icius steelae Logunov, 2004
- Icius subinermis Simon, 1937
- Icius testaceolineatus (Lucas, 1846)
- Icius yadongensis Hu, 2001